# Dominique Sanda
Dominique Sanda (sinh ngày 11 tháng 3 năm 1951) là một cựu người mẫu trang phục và nữ diễn viên người Pháp.

## Cuộc đời và Sự nghiệp
Dominique Sanda sinh tại Paris. Sanda có tên khai sinh là Dominique Marie-Françoise Renée Varaigne, là con của Lucienne (nhũ danh Pinchon) và Gérard Sanda. Trong thập niên 1970 bà đã diễn xuất trong nhiều phim châu Âu nổi tiếng như Il Giardino dei Finzi-Contini của Vittorio de Sica, The Conformist và Novecento của Bernardo Bertolucci, và Beyond Good and Evil của Liliana Cavani. Bà cũng xuất hiện trong phim 'The Mackintosh Man (với Paul Newman) và phim Steppenwolf (với Max von Sydow).

## Giải thưởng
Bà đã đoạt Giải cho nữ diễn viên xuất sắc nhất tại Liên hoan phim Cannes năm 1976, cho vai diễn trong phim The Inheritance.

## Danh mục phim
- Une femme douce (1969)
- La note dei fiori (1970)
- Il Conformista (1970)
- Erste Liebe (1970)
- Il Giardino dei Finzi-Contini (1970)
- Without Apparent Motive (1971)
- Story of a Love Story (1973)
- The Mackintosh Man (1973)
- Gruppo di famiglia in un interno (1974)
- Le berceau de cristal (1975)
- Steppenwolf (1974)
- Novecento (1976)
- L'eredità Ferramonti (The Inheritance) (1976)
- Beyond Good and Evil (1977)
- Damnation Alley (1977)
- Utopia (1978)
- La Chanson de Roland (1978)
- Le Navire Night (1979)
- Le Voyage en douce (Sentimental Journey) (1980)
- Caboblanco (1980)
- La Naissance du jour (1980)
- The Wings of the Dove (1981)
- L'Indiscrétion (1982)
- Une chambre en ville (1982)
- Poussière d'empire (1983)
- Le Matelot 512 (1984)
- Corps et biens (1986)
- Le Lunghe ombre (1987)
- Les Mendiants (1988)
- Il Decimo clandestino (1989)
- In una notte di chiaro di luna (1989)
- Voyage of Terror: The Achille Lauro Affair (1990)
- Tolgo il disturbo (1990)
- Voglia di vivere (1990)
- Lenin: The Train (1990)
- I, the Worst of All (1990)
- Birth of a Golem (1991)
- Ils n'avaient pas rendez-vous (1991)
- El Viaje (1992)
- Rosenemil (1993)
- The Lucona Affair (1993)
- Der grüne Heinrich (1994)
- Guerriers et captives (1994)
- Brennendes Herz (1995)
- The Bible: Joseph (1995)
- L'Univers de Jacques Demy (1995)
- Garage Olimpo (1999)
- The Crimson Rivers (2000)
- The Island of the Mapmaker's Wife (2001)
- Suster N (2007)